# Börringe
Börringe är en småort i Svedala kommun och kyrkby i Börringe socken i Skåne. Börringe ligger invid E65 mellan Svedala och Skurup.
Mitt i byn ligger Börringe kyrka. Tre kilometer väster om byn ligger Börringeklosters slott.

## Historia
År 1783 införlivades Lemmeströ socken i Börringe socken, samtidigt som en ny kyrka byggdes mitt emellan de båda tidigare kyrkorna, som övergavs. Den sammanslagna socknen erhöll namnet Gustav efter den dåvarande kungen, Gustav III.
Börringe fick järnvägsförbindelse genom den 1874 tillkomna Malmö–Ystads järnväg (MYJ).  Börringe stationssamhälle hamnade ett par kilometer från Börringe kyrkby, söder om slottet. I stationssamhället etablerades Börringe tegelbruk (se Börringetegel).